# Яблучко (пісня)

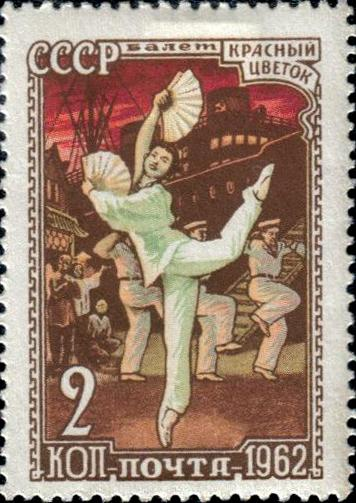
Моряки з балету Червоний Мак, танцюють Яблучко на задньому плані

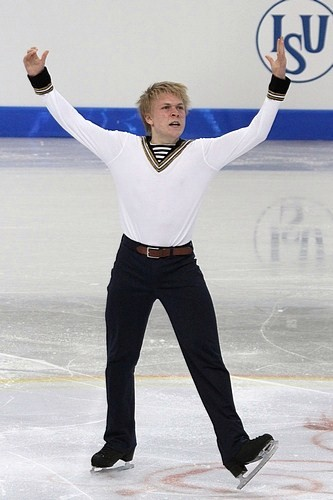
Фігурист Маркус Бйорк, 2012, виконує російський матроський танець

«Я́блучко» — пісня-частівка, популярна серед махновців, червоноармійців, та білогвардійців. З часом стала своєрідним матроським гімном червоноармійців, пізніше переродилася із матроської пісні в матроський танець. Варіантів тексту було дуже багато, всі вони були призначені на підняття бойового духу солдат. Сьогодні пісня та танець вважається народними російськими, їх виконують в балатах, уривки звучать в фільмах, існують безліч кавер версій.

## Історія
В роки революції та Громадянської війни входить до популярної народної матроської революційної поезії. До пісні в першу чергу відносяться куплети-частівки, які можна було співати під гармошку. Простота форми призвела до великої кількості переробок, у різноманітних версіях шляхом заміни одного-двох слів досягається корінна зміна всієї політичної направленості твору та змісту в цілому. Так, наприклад, до них можна віднести відомі частівки з початками «Я на бочку сижу», «Ех, яблочко» та інші.

### Історія мелодії та тексту
Існує версія, що прабатьком основної його мелодії став англійський танець під назвою «хорнпайп», який і став прообразом танцю «Яблочко». Також існує версія, що вона зародилася на Чорноморському флоті, де проходили службу здебільшого українці, і вона була створена на основі української танцювальної приспівки:
Ой, яблучко, куди ж котишся?

Пусти, мати на вулицю, гулять 

хочеться!
Більшість російських дослідників дотримуються версії, що танцювальний наспів був позичений з молдавської запальної народної пісні-танцю «Калач».
Вперше ноти опубліковані були в Ростові в 1916 році у видавництві Андрія Дідеріхса під загальним заголовком «Песенки настроения» (Укр: «Пісеньки Настрою») Миколи Тагамліцького. На задній сторінці обкладинки було написано: «Большой успех! Песни улицы. Новый жанр». (Укр: " Великий Успіх! Пісні вулиці. Новий жанр "). Далі були наведені пісні цього роду, серед яких було і «Яблочко». Найбільш старим відомим записом є патефонна платівка фірми Columbia (E9054) кінця 1920-х з цією піснею у виконанні Давида Медова (David Medoff).
В період Громадянської Війні в Росії з'являється багато різноманітних куплетів на мелодію цієї пісні.
Про велику популярність революційних варіантів пісні згадував поет Михайло Свєтлов:
Мы ехали шагом,

Мы мчались в боях

И «Яблочко»-песню

Держали в зубах.

Ми їхали кроком

Ми Мчались в боях

І "Яблочко"-пісню

Тримали в зубах

(Михайло Свєтлов. «Гренада», 1926)

### Найбільш відомий куплет
Эх, яблочко, Да куда катишься?
Ко мне в рот попадёшь — Да не воротишься!
Ех, яблочко, Да куди котишся?
До мене в рот попадеш — Та не вернешся!

## Танець
«Яблочко» — російський міський танець 1910-х років, який відрізняється від інших яскравою мелодичною своєрідністю. Музикальний розмір — 2/4. Темп є помірно швидким. Являє собою відчайдушний  матроський танець. Виконується по-одному чи в групі, в супроводі частівок. Для танцю характерні рухи типових російських «плясок»: присядка та хлопок, а також чечіточно-дробовий перестук. Як і «Цыганочка», це рідкісний випадок мінорності російської танцювальної теми. Вважається, що танець «Яблочко» з'явився як синтез англо-ірландського хорнпайпа та російських народних танців.
З кінця XIX століття в Росії у матросів став популярним англійський танок моряків хорнпайп (англ. hornpipe)
 — початково дуже далекий від моря, але до початку XVIII століття став популярним серед моряків.
Потім танок, який на естраді кафешантанів під назвою «матлот» (фр. matelote — «матроський»). Його виконавці, а інколи — виконавці, травесті, включали в свої номери як обов'язкові елементи — «витягування канату», «підйом на щоглу», «качалку» з ноги на ногу, яка є подібною на морську качку та відтворює її, і т. д.
Проте, роком появи матроського танцю в такому вигляді, близькому до того, в якому він відомий зараз, називають 1760, коли з двох мініатюр був складений один танець. В той час його виконували тільки чоловіки, а зараз допускається уведення в танець і жінок. Вперше жінки виконали хорнпайп в ірландському графстві Корк. Мелодія самого танцю
В післяреволюційні роки матлот став всенародно популярним, змінивши назву на чисто російський: матроське «яблочко», за однойменною пісенькою, яку розспівували по всій Росії: «Ех, яблочко! Да куда котишься?», ставши ніби символом революційного моряка. Головним в ній стали ритмічні удари та перебори ніг — чечітка. Різко міняються і манера танцю — ставши більше енергійною, відвертішою. Його танцюють на одному місці та із закладеними за спиною руками.
Танець воєнних моряків під назвою «Яблочко» увійшов в балетну постановку на музику Р. Глієра «Червона квітка», яка відбулась в 1927 році. Сцена Великого театру подарувала танцю яблучко нове життя на професійній сцені. В роки Другої Світової Війни в воєнних частинах особливим успіхом користувались танці на воєнну тематику та народні танці. Кожна військова частина мала свій колектив, та майже кожний колектив своє «Яблучко». Сьогодні матроський танець «Яблочко» — це концертний номер в сценічних композиціях і є в репертуарі як професіональних, так і багатьох колективів самодіяльності.
В танці всі рухи виконуються на 8—16 тактів виконання, а мелодія побудована за спеціальним музикальним квадратом. Темп танцю може варіюватися від повільного і до дуже швидкого. Починається яблочко повільним виходом моряків, широкими жестами рук. Танцівники з'єднується в ряд, кладуть руки на плечі один одного, а ногами роблять дуже швидкі кроки та вистукують дріб. З часом темп збільшується і тут вже танцівники показують свою техніку. Для танцівника характерними є російські «перепляси», коли один з танцюристів показує якийсь рух, а інший повинен його повторити, а потім показати своє «колінце», що повинен повторити перший танцюрист.

### Традиційний костюм виконавців
Добре знайомим та легко впізнавальним глядачам традиційний костюм виконавців «Яблочка». Це обов'язково кофта-матроска, картуз-безкозирка, широкі штани. Ірландські матроси танцювали свій танець в грубих тяжких капцях, сучасні танцівники, як правило, виконують «Яблочко» в простих, більш легких капцях.

### Особливості танцю Яблучко
Російський варіант танцю може бути пристосований для виконання на обмеженому просторі. Цьому сприяє особливість російського танцю— складені руки, прямий корпус, швидкі рухи ногами на одному місці. Ізольований на час рейсу флотський колектив сприяв збереженню традицій матроського танцю. З іншої сторони, тривалість перебування на судні під час плавання, давала можливість збагатити танець новими елементами.

## Текст пісні

### Яблочко Перший Варіант
Эх, яблочко, Да куда котишься?

Ко мне в рот попадешь — Да не воротишься!

Ко мне в рот попадешь — Да не воротишься!

Эх, яблочко

Да ананасное!

Не ходи за мной, буржуй, Да я вся красная!

Не ходи за мной, буржуй, Да я вся красная!

Эх, яблочко

Да огородное!

Прижимай кулаков — Да все народное!

Прижимай кулаков — Да все народное!

Эх, яблочко, Да цвета зрелого.

Любила красного, Любила белого.

Любила красного, Любила белого.

Эх, яблочко, Да цвета ясного.

Да ты — за белого, А я — за красного.

Ты — за белого, А я — за красного.

Эх, яблочко

Да и не спелое!

А буржуйское дело

Да прогорелое!

А буржуйское дело

Да прогорелое!

Эх, яблочко

Да на завалинке!

Да продает офицер

Да стары валенки!

Продает офицер

Да стары валенки!

Эх, яблочко, Да не докотится.

Буржуйская власть

Да не воротится!

Буржуйская власть

Да не воротится!

#### Український приблизний переклад
Ех, яблучку, Та куди ж котишся?
До мене в рот попадеш-
Та й не вернешся!
До мене в рот попадеш— Та й не вернешся!
Ех, яблучку
Та й ананасне!
Не ходи за мною, буржує, Бо я вся червона!
Не ходи за мною, буржує, Бо я вся червона!
Ех, яблучку
Та голодне!
Притискай куркулів— І все народне!
Притискай куркулів— Та все народне!
Ех, яблучку, Та цвіту стиглого.
Любила червоного, Любила білого.
Любила червоного, Любила білого.

Ех, яблучку, Та цвіту ясного.
Та ти— за білого, А я— за червоного.
Ти— за білого, А я— за червоного.
Ех, яблучку
Та й не спіле!
А буржуйське діло
Та й прогоріло!
А буржуйське діло
Та й прогоріло!
Ех, яблучку
Та на призьбі!
Та продає офіцер
Та старі валянки!
Продає офіцер
Та старі валянки!
Ех, яблучку, Та не докотиться.
Буржуйська влада
Хай не повернеться!
Буржуйська влада
Хай не повернеться!

### Другий варіант
Эх, яблочко,

Сбоку зелено,

- Колчаку за Урал

Ходить не велено.

Эх,яблочко,

Укатилося, -

А кадетская власть

Провалилася.

Генерал Краснов,

Куда топаешь? -

Под Царицын придешь

Пулю слопаешь.

Офицер молодой,

Золоты погоны,

От Москвы удирал,

Не заметил Дона.

Пароход идет

Между берегами, -

Удирает Шкуро

С белыми ворами.

Эх, кадетик молодой,

Куда котишься?

Первой конной попадешь

Не воротишься!

Пароход идет

Мимо пристани, -

Мы на фронт идем

Коммунистами.

Эх,яблочко,

Да наливается.

Пролетарии всех стран

Соединяются.

#### Український переклад
Ех, яблочко, збоку зелено.
Колчаку за Урал
Ходити не дозволено!
Ех, яблучко, покотилося
А кадетська влада
провалилася
Генерал Краснов, Куди спішиш? — Під Царицин прийдеш
Кулю схопиш.
Офіцер молодий, золоті погони, від Москви тікав, не помітив Дону.
Пароплав іде
Між берегами, — Тікає Шкуро
З білими грабіжниками.
Пароплав пливе
Поза пристані.
Ми на фронт ідем
Комуністами

Ех, яблочко, наливається.
Пролетарії всіх країн
Єднаються.

### Текст з фільму Бортко, який виконує Шаріков
Эх, говори Москва, разговаривай Рассея!

Эх, яблочко, ты мое спелое, 

А вот барышня идет кожа белая, 

Кожа белая, а шуба ценная, 

Если дашь чего — будешь целая.

Эх, яблочко, да с голубикою, 

Подходи буржуй глазик выколю, 

Глазик выколю — другой останется, 

Чтоб видал говно кому кланяться.

#### Український переклад
Eх, говори Москва, розмовляй, Росіє!

Ех, яблочко, ти моє спіле, 

А ось баришня іде, шкіра біла.

Шкіра біла, а шуба цінная, 

Якщо даш щось — будеш ціла.

Ех, яблочко, та з голубиною, 

Підходи, буржуй, очко виколю, 

Очко виколю — інше залишиться, 

Щоб бачив, лайно, кому кланяєшся.

### Махновська версія
Эх, яблочко, да ты моченое

Едет батька Махно, знамя черное

Вот плывет пароход, круги кольцами -

Будем рыбу мы кормить комсомольцами

Пароход идет да мимо пристани -

Будем рыбу мы кормить коммунистами

Эх, яблочко да с голубикою

Подходи, буржуй — глазик выколю

Глазик выколю, другой останется: 

Будешь знать, говно, кому кланяться

Эх, яблочко да на тарелочке

Кому водку пить, кому девочек

Кому девочка, да губки спелые -

Приходи на сеновал, коли смелая

Эх, яблочко, ты мое спелое

Вот барышня идет, кожа белая

Кожа белая, да шуба ценная

Ты сымай её — будешь целая

Эх, яблочко, да ты неспелое

Едет черный барон, жопа белая

Эх, яблочко, с горы скокнуло

Комиссар кричит — пузо лопнуло

Эх, яблочко, бочок попорченный

Еду с фронта я домой, раскуроченный

Эх, яблочко, куда ты котишься?

#### Український переклад
Ех, яблочко, а ти мочене

Їде батька Махно, прапор чорний

Вот плве пароплав, круги кільцями -

Будем рибу ми годувати комсомольцями

Пароплав іде і повз пристань -

Будем рибу ми годувати комуністами

Ех, яблочко із голубиною

Підходи, буржуй — око виколю

Око виколю, інше лишеться: 

Будеш знати, гівно, кому кланятись

Ех, яблочко та на тарілочці

Кому дівчат, кому горілочку

Кому дівчинка, та губки спілі -

Приходи на сіновал, коли смілива

Ех, яблочко, ти моє дозріле

Ось баришня іде, шкіра біла

Шкіра біла, а шуба ціна

Ти знімай її — будеш цілая

Ех, яблочко, а ти недозріле

Їде черний барон, срака білая

Ех, яблочко, з гори скочило

Комісар кричить — пузо лопнуло

Ех, яблочко, бік попорчений

Їду з фронту я додому, розкурочений

Ех, яблочко, куди ти котишся?

### Третій Варіант

#### Мовою оригіналу
Эх, яблочко, соку спелого!

Полюбила я парня смелого.

Эх, яблочко, да цвета красного!

Пойду за сокола, пойду за ясного!

Не за Сталина, да не за Троцкого, 

А за матросика, Краснофлотского.

Эх, яблочко, да цвета зрелого

Любила красного, любила белого.

Эх, яблочко, цвета макова.

Эх, любила их одинаково.

#### Український приблизний переклад
Ех, яблучко, соку спілого!

Покохала я хлопця сміливиго.

Ех, яблучко, кольору червоного!

Піду за сокола, піду за ясного!

Не за Сталіна, та не за Троцького, 

А за матросика, Червонофлотського.

Ех, яблучко, кольору зрелого,

Любила червоного, любила білого.

Ех, яблочко, Цвіта макового,

Ех, любила їх всіх однаково.

### Четвертий варіант

#### Мовою оригіналу
Эх, яблочко, да на тарелочке, 

Надоела жена, пойду к девочке, 

Надоела жена, пойду к девочке.

 

Эх, яблочко, куда ж ты котишься, 

К чёрту в лапы попадёшь, 

Не воротишься. 

К чёрту в лапы попадёшь, 

Не воротишься.

Эх, яблочко катись по бережку, 

Купил товар, давай денюжку, 

Купил товар, давай денюжку.

 

Эх, яблочко соку спелого, 

Полюбила я парня смелого, 

Полюбила я парня смелого.

 

Эх, яблочко цвета макова, 

Я любила их одинаково, 

Я любила их одинаково.

 

Эх, яблочко цвета ясного, 

Ты за белого, я за красного, 

Ты за белого, я за красного. 

#### Український приблизний переклад
Ех, яблочко, да на тарілочці, 

Надоїла држина, піду до дівчинки, 

Надоїла дружина, пвду к дівчинки

Ех, яблочко, куди ж ти котишся, 

До чорта в лапи попадеш, 

Не воротишся. 

До чорта в лапи попадеш, 

Не воротишся.

Ех, яблочко котись по бережку, 

Купив товар, давай грошеньки, 

Купив товар, давай грошеньки.

 

Ех, яблочко соку спілого, 

Полюбила я хлопця сміливого, 

Полюбила я хлопця сміливого.

 

Ех, яблочко цвіту макового, 

Я кохала їх одинаково, 

Я кохаоа їх одинаково.

 

Ех, яблочко цвіту ясного, 

Ти за білого, я за червоного, 

Ти за білого, я за червоного.

## Використання в культурі та інші виконання
Хореографічна версія танцю вперше була поставлена на суені в 1926 році Рейнгольдом Глієром в балеті «Червоний Мак» з цього часу на заході танець відомий як Російський Танець Моряків.
Частівки цитуються в романі генерала Петра Краснова «От двуглавого орла к красному знамени» (1921) (Укр: Від двоголового орла до червоного прапора). Її співають у декілької серіях. Першу серію співають червонармійські піснярі під дві гармошки та кларнет на вечірці червоних командирів в Петрограді в червні 1920 року. Другу співає один з учасників тої ж вечірки Полежаєв, колишній білогвардієць. Третю співає в листопаді 1920 року в Фінляндії дезертир, колишній командир Червоної Армії.

### Текст з твору
Огурчик зеленый, 

Редька молодая…

Являйтесь дезертиры,

К пятнадцатому мая!

Пароход идет, да волны кольцами.

Будем рыбу кормить

Добровольцами.

Всех буржуев на Кавказ

Аннулируем

И сафьянные ботинки,

Ух! да реквизируем!..

Я на бочке сижу –

А под бочкой мышка,

Скоро былые придут –

Коммунистам крышка!

Едет Ленин на коне,

Троцкий на собаке,

Комиссары испугались,

Думали – казаки.

Я на бочке сижу,

А под бочкой склянка.

Мой муж комиссар,

А я – спекулянтка!

Прежде красились мы

Бриллиантами,

А теперь мы живем

Эмигрантами!

Куда, яблочко, спешишь,

Куда котишься,

Никогда ты домой 

Не воротишься.

Лагерь тут, лагерь там,

Все мы русские,

Молодцы стерегут 

Нас французские!

### Приблизний український переклад
Огірок зелений, 

Редька молода…

Являйтесь дезертири,

До пятнадцятого травня!

Пароплав пливн, і хвтлі кільцами.

Будем рибу годувати

Добровольцями.

Всіх буржуїв на Кавказ

Ануліруєм

І саф'яні капці,

Ух! і реквізуємо!..

Я на бочці сижу –

А під бочкою мишка,

Скоро білі  прийдуть –

Комуністам кришка!

Їде Ленін на коні,

Троцткий на собаці,

Комісари злякались,

Думали – козаки.

Я на бочці сижу,

А під бочкою склянка.

Мій чоловік комісар,

А я – спекулянтка!

Раевше красились ми

Бриліантами,

А тепер  ми живемр

Емігрантами!

Куди, яблочко, спвшиш,

Куда котишся,

Ніколи ти домою 

Не воротишся.

Лагерь тут, лагерь там,

Всі ми руські,

Молодці стережуть 

Нас французькі!

Куплети, які співали  в Україні в 1919 році. і згадані Паустовским в йогго «Повести о жизни» («Начало неведомого века»). Співали червоногвардійці Богунського полку.

Я на бочці сижу, а під бочкою качка,

Мій чолові більшевик а я гайдамачка

Ех яблочко, куди ты котисся!

До Богуну попадеш – не воротишся!
1926 року в СРСР зняли фільм «Ех яблочко, да куди котишся».